# Impuls 5
Impuls 5 – zintegrowany system informatyczny klasy MRP II/ERP wspomagający zarządzanie w przedsiębiorstwie. Przeznaczony jest głównie dla średnich oraz dużych przedsiębiorstw. System ma wspomagać przedsiębiorstwa w zarządzaniu m.in. kapitałem, personelem, produkcją, relacjami z klientami czy obiegiem dokumentów. Obszary funkcjonalne systemu połączone są procesowo, zgodnie z logiką i praktyką prowadzenia biznesu. Wiernie odzwierciedlają i usprawniają realizację procesów biznesowych przedsiębiorstwa. Z rozwiązania korzysta ponad 700 przedsiębiorstw.
Program rozwijany jest przez Biuro Projektowania Systemów Cyfrowych S.A. Pakiet modeluje procesy biznesowe realizowane w przedsiębiorstwach funkcjonujących w polskich realiach gospodarczych. Obsługiwany jest przez graficzny interfejs. Impuls EVO funkcjonuje w oparciu o bazę danych Oracle 11g.
System Impuls EVO zbudowany jest w oparciu o architekturę architekturze klient-serwer z możliwością zdalnej pracy poprzez terminale i architekturę wykorzystującą serwer aplikacji dla systemu Impuls EVO PORTAL. W ten sposób rozwiązanie łączy w sobie wydajność architektury dwuwarstwowej i dostępność architektury trójwarstwowej.
Klient ma również możliwość korzystania z systemu Impuls EVO, bazy danych Oracle i infrastruktury sprzętowej na zasadzie wynajmu. Możliwy jest dostęp zarówno w ramach standardu SaaS (Software as a Service) jak i rozwiązania ASP (Application Service Providing). W wersji internetowej zrealizowane są takie obszary jak: zarządzanie obiegiem dokumentów, B2B i funkcjonalności B2C.